# Джэксон (округ, Орегон)
Округ Джэксон (англ. Jackson County) располагается в США, штате Орегон. По состоянию на 2010 год, численность населения составляла 203 206 человек. Был основан 12 января 1852 года, получил своё название в честь седьмого президента США Эндрю Джексона.

## География
По данным Бюро переписи США, общая площадь округа равняется 7257 км², из которых 7213 км² суша и 44 км² или 0,86 % это водоёмы.

## Демография
По данным переписи населения 2000 года в округе проживает 181 269 жителей в составе 71 532 домашних хозяйств и 48 427 семей. Плотность населения составляет 25 человек на км². На территории округа насчитывается 75 737 жилых строений, при плотности застройки около 10-ти строений на км². Расовый состав населения: белые — 91,65 %, афроамериканцы — 0,40 %, коренные американцы (индейцы) — 1,09 %, азиаты — 0,90 %, гавайцы — 0,18 %, представители других рас — 2,88 %, представители двух или более рас — 2,91 %. Испаноязычные составляли 6,69 % населения независимо от расы.
В составе 30,30 % из общего числа домашних хозяйств проживают дети в возрасте до 18 лет, 53,20 % домашних хозяйств представляют собой супружеские пары проживающие вместе, 10,50 % домашних хозяйств представляют собой одиноких женщин без супруга, 32,30 % домашних хозяйств не имеют отношения к семьям, 25,10 % домашних хозяйств состоят из одного человека, 11,00 % домашних хозяйств состоят из престарелых (65 лет и старше), проживающих в одиночестве. Средний размер домашнего хозяйства составляет 2,48 человека, и средний размер семьи 2,95 человека.
Возрастной состав округа: 24,40 % моложе 18 лет, 8,70 % от 18 до 24, 25,50 % от 25 до 44, 25,40 % от 45 до 64 и 16,00 % от 65 и старше. Средний возраст жителя округа 39 лет. На каждые 100 женщин приходится 94,60 мужчин. На каждые 100 женщин старше 18 лет приходится 91,70 мужчин.
Средний доход на домохозяйство в округе составлял 36 461 USD, на семью — 43 675 USD. Среднестатистический заработок мужчины был 32 720 USD против 23 690 USD для женщины. Доход на душу населения был 19 498 USD. Около 8,90 % семей и 12,50 % общего населения находились ниже черты бедности, в том числе — 16,30 % молодежи (тех кому ещё не исполнилось 18 лет) и 6,90 % тех кому было уже больше 65 лет.